# Vlag van Ranst
De vlag van Ranst werd door de gemeenteraad op 11 december 1984 en nogmaals op 14 februari 1986 officieel vastgesteld als de gemeentelijke vlag van de Antwerpse gemeente Ranst. Op 10 maart 1986 werd hij door het Bestuur van Vlaanderen bevestigd en uiteindelijk gepubliceerd op 8 juli 1986 in het officiële Belgisch Staatsblad.
Officieel wordt de vlag beschreven als:
Vier even hoge banen van blauw, van geel, van rood en van wit
De kleuren zijn ontleend aan het gemeentewapen, terwijl de vier strepen de vier onderdelen van de gemeente symboliseren.

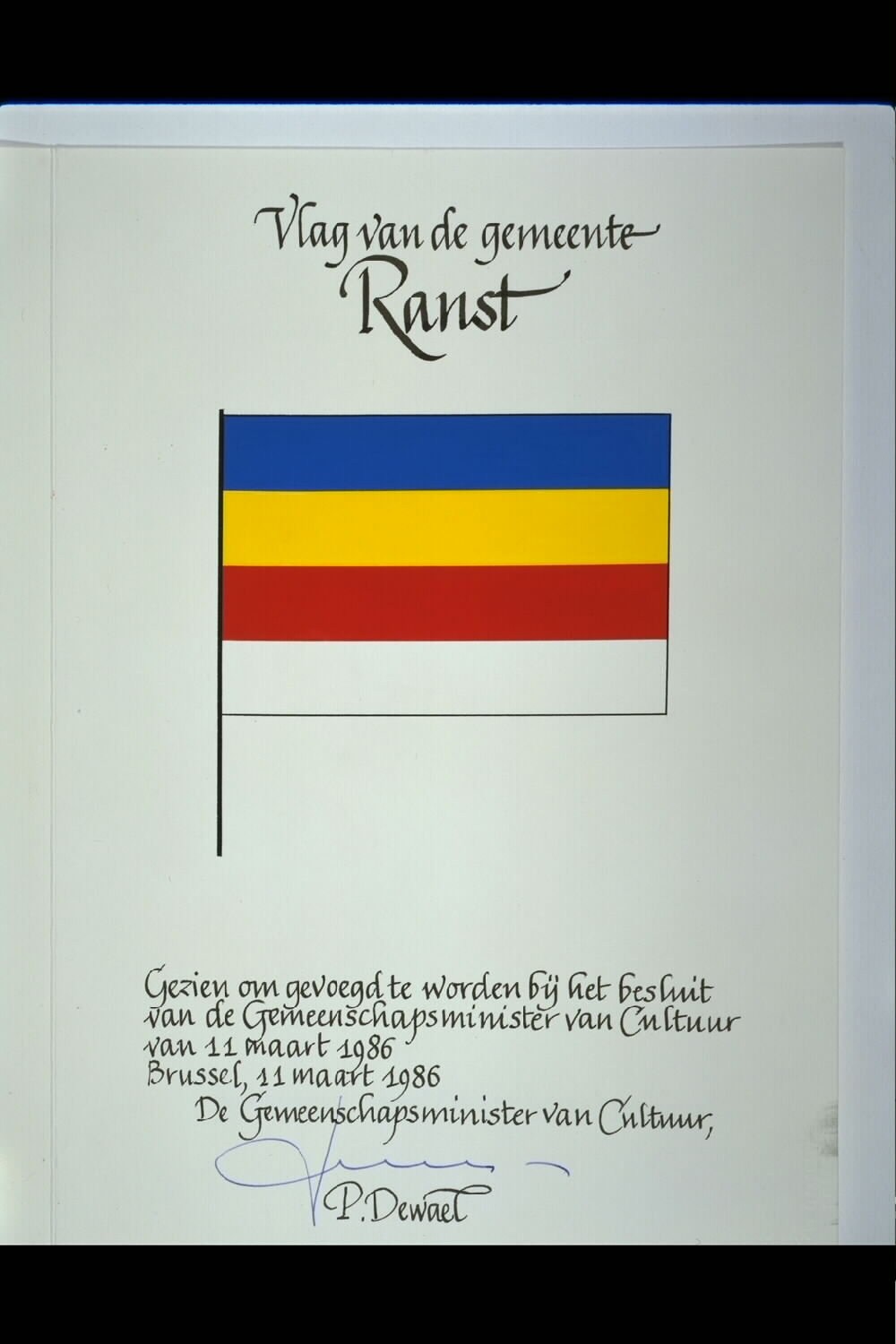
Ontwerp vlag getekend door Patrick Dewael